# Shavar Ross
Shavar Malik Ross (South Bronx, 4 marzo 1971) è un attore, sceneggiatore e produttore cinematografico statunitense.
È noto al pubblico per il ruolo ricorrente di Dudley Ramsey, il migliore amico di Arnold Jackson, nella sitcom Il mio amico Arnold, per essere stato il figlio di TC Bryant Calvin in Magnum, P.I., per essere stato Alex Parks in 8 sotto un tetto e per aver interpretato Reggie nel film Venerdì 13: il terrore continua.

## Biografia
Shavar Ross nasce nel South Bronx, New York. I suoi genitori si sono separati quando aveva sei anni. Sua madre ha portato lui e sua sorella a Macon, Georgia, mentre suo padre si è trasferito a Los Angeles per intraprendere la carriera di attore.
Nel 1980, ha ottenuto il suo primo ruolo televisivo interpretando Dudley Ramsey su base ricorrente in Il mio amico Arnold. Sempre nel 1980, Shavar e il collega Gary Coleman sono apparsi nel film Scout's Honor. Ha avuto un ruolo ricorrente anche in Magnum, P.I. e nella serie TV 8 sotto un tetto. Ross è apparso anche nel film Venerdì 13: il terrore continua.
Shavar è fondatore e CEO della Tri-Seven Entertainment Inc., società cinematografica, televisiva e di vendita al dettaglio online che produce, sviluppa, acquisisce e distribuisce prodotti di ispirazione per un pubblico globale.
Nel marzo 2017, Shavar ha fondato la Shavar Ross Academy, una scuola online progettata per insegnare alla gente comune come iniziare a fare soldi con la propria attività di vendita al dettaglio online.

## Vita privata
Shavar risiede a Los Angeles ed è sposato dal 1992 con una certa Jacqueline, da cui ha avuto Seven Shavar Ross (nato il 24 agosto 1993) e Chelsea Lynn Ross (nata il 26 febbraio 2005).
Nel maggio 2006, l'attore ha rivelato che l'episodio in due parti di Arnold intitolato L'uomo delle biciclette è stato estremamente difficile per lui da registrare, visto che anche lui ha subito molestia nella vita reale da un amico di famiglia.

## Filmografia parziale
- Il mio amico Arnold (Diff'rent Strokes) – serie TV, 43 episodi (1980-1986)
- Simpatiche canaglie (The Little Rascals) – serie TV, 33 episodi (1982-1983) – voce
- Love Boat – serie TV, un episodio (1983)
- Venerdì 13: il terrore continua (Friday the 13th Part V: A New Beginning), regia di Danny Steinmann (1985)
- MacGyver – serie TV, un episodio (1985)
- Punky Brewster – serie TV, 13 episodi (1985) – voce
- Magnum, P.I. – serie TV, 5 episodi (1986-1988)
- Genitori in blue jeans (Growin Pains) – serie TV, 3 episodi (1991)
- Willy, il principe di Bel-Air (Fresh Prince of Bel-Air) – serie TV, un episodio (1992)
- 8 sotto un tetto (Family Matters) – serie TV, 13 episodi (1992-1994)
- Chicago Hope – serie TV, un episodio (1995)

## Doppiatori italiani
Nelle versioni in italiano delle opere in cui ha recitato, Shavar Ross è stato doppiato da:
- Massimiliano Manfredi ne Il mio amico Arnold, Venerdì 13: il terrore continua
- Stefano Onofri in 8 sotto un tetto